# Radiomonitor
Radiomonitor est une association de musique britannique créée en 1999, chargée de surveiller les chansons diffusées à la radio et à la télévision. Elle est basée à Londres.
Elle compile des classements hebdomadaires de diffusion radio dans divers pays, tels que le UK Airplay Chart au Royaume-Uni en collaboration avec le Official Charts Company et Airplay Italia en Italie,.